# 388 Charybdis
388 Charybdis là một tiểu hành tinh rất lớn ở vành đai chính.Nó được xếp loại tiểu hành tinh kiểu C, có bề mặt tối và dường như được cấu tạo bằng cacbonat nguyên thủy.
Tiểu hành tinh này do Auguste Charlois phát hiện ngày 7.3.1894 ở Nice, và có lẽ được đặt theo tên Charybdis, một quái vật trong thần thoại Hy Lạp.